# اتساع مجرای پستان
اتساع مجرای پستان (به انگلیسی: Duct ectasia of breast) حالتی است که در آن مجاری شیری متّسع می‌شوند. اتساع یا گسترش مجرای پستان اختلالی پیش از سن یائسگی است و نشانه‌های آن می‌تواند انقباض، برگردان، درد، و گاه ترشحات خونین باشد. از نگاه علم بافت‌شناسی، اتساع یا گشادگی مجرای بزرگ، مهم است. بیماری‌زایی می‌تواند واکنشی به آغوز باشد.
سندرم اتساع مجرا (به انگلیسی: Duct Ectasia Syndrome) مترادفی برای ورم پستان ورم پستان غیرنفاسی است اما این واژه گاهی نیز برای توصیف موارد خاصی از بیماری‌های فیبروسیست پستانی، درد پستان یا به‌عنوان تعریف تشخیص باطله بیماری خوش‌خیم پستان استفاده می‌شود.
ارتباط گسترش مجرا با نشانه‌های «کلاسیک» سندرم اتساع مجرا کاملاً مشخص نیست. بااین‌حال گسترش مجرا به تازگی بسیار و به‌شدت با دردهای غیرچرخه‌ای پستان در ارتباط بود.
قطر مجرا به طور طبیعی در معرض فعل و انفعالات هورمونی تغییرپذیر است. سندرم اتساع مجرا در معنای کلاسیک با تغییرات اضافی بافتی همراه است.